# مانزانولا (کلرادو)
مانزانولا (به انگلیسی: Manzanola) شهری در ایالت کلرادو کشور ایالات متحده آمریکا است که جمعیت آن در سرشماری سال ۲۰۱۰ میلادی، ۴۳۴ نفر بوده‌است.